# Hörselberg

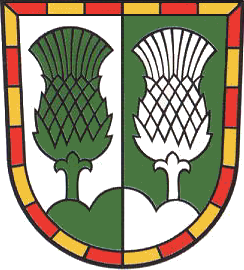
Wappen der ehemaligen Gemeinde

Die Gemeinde Hörselberg war eine am 1. Januar 1996 aus elf Ortschaften gegründete politische Gebietskörperschaft im nordöstlichen Wartburgkreis des Freistaates Thüringen. Am 1. Dezember 2007 wurde sie durch das Thüringer Gesetz zur freiwilligen Neugliederung kreisangehöriger Gemeinden im Jahr 2007 mit der Nachbargemeinde Behringen zur neuen Gemeinde Hörselberg-Hainich vereinigt.
Die Gemeinde zwischen Eisenach und Gotha lag an den Flüssen Hörsel und Nesse. Sie umschloss den namensgebenden Großen Hörselberg. Der Verwaltungssitz befand sich in Wenigenlupnitz.
Zuletzt lebten 3270 Einwohner (Stand: 31. Dezember 2006) auf dem 63,24 km² großen Gemeindegebiet.

## Ortsteile
Zur Gemeinde Hörselberg gehörten folgende Ortsteile:
| Ortsteil                 | Höhe ü. NN | Einwohner (2005) |
| ------------------------ | ---------- | ---------------- |
| Beuernfeld               | 282        | 124              |
| Bolleroda                | 282        | 118              |
| Burla                    | 336        | 105              |
| Ettenhausen an der Nesse | 301        | 168              |
| Großenlupnitz            | 276        | 811              |
| Hastrungsfeld            | 298        | 130              |
| Kälberfeld               | 271        | 267              |
| Melborn                  | 278        | 199              |
| Sättelstädt              | 272        | 610              |
| Sondra                   | 352        | 155              |
| Wenigenlupnitz           | 260        | 670              |